# Transformers: Scramble City
Fight! Super Robot Life-Form Transformers: Scramble City Activation (戦え！超ロボット生命体トランスフォーマー スクランブルシティ発動編 Tatakae! Chō Robotto Seimei-Tai Toransufōmā: Sukuranburu Shiti Hatsudō-hen?), a veces simplemente referido como Scramble City (スクランブルシティ Sukuranburu Shiti?), es un episodio de The Transformers lanzado como OVA (Vídeo animado original) en Japón en abril de 1986. Fue creado como un vídeo promocional para la nueva línea de juguetes 'Scramble City' y los juguetes Transformers-cassettes. A pesar de las esperanzas de que ocurra (como se expresa en el comentario adicional del DVD del vigésimo aniversario para el episodio), no tenía la intención de presentar al público japonés los nuevos personajes de The Transformers: The Movie (considerando que Ultra Magnus, Ramhorn, Steeljaw y Ratbat son los únicos de la película que aparecen en ella). Cronológicamente, tiene lugar años antes que la película durante las primeras etapas de construcción en Autobot City.

## Historia
Comenzando con un resumen de la llegada de los Transformers a la Tierra y la historia de Devastator, el OVA comienza su historia original, ya que se muestra que los Autobots están en medio de la construcción de la poderosa "Scramble City", supervisada por su más reciente llegada, Ultra Magnus. Cuando los Decepticons se enteran de esto, sus robots combinados se despliegan para atacar, y se produce una batalla entre ellos y sus homólogos de Autobot, centrándose en su "Poder de Scramble", la intercambiabilidad de las extremidades individuales, en la medida en que en un punto, Desglose de los Stunticons se conecta a Superion para dañarlo. Al concluir la OVA, Scramble City se activa y asume su modo robot de Metroplex para derrotar a los Decepticons. Sin embargo, desde las profundidades del océano, se levanta la propia ciudad de los Decepticons, Trypticon.
Este cliffhanger nunca se resolvió ya que nunca se produjo una secuela directa. Se lanzó un comercial extendido, llamado Scramble City Toys, pero a menudo identificado erróneamente como Scramble City 2, pero en lugar de resolver el cliffhanger, volvió a contar el OVA a través de la animación stop-motion de los juguetes, con una adición: la introducción de Galvatron, presentado erróneamente como una de las tropas de Megatron, en lugar del propio líder Decepticon recreado.

## Elenco
| Elenco              | Como                                                      |
| ------------------- | --------------------------------------------------------- |
| Tesshō Genda        | Optimus Prime                                             |
| Osamu Saka          | Wheeljack                                                 |
| Tomomichi Nishimura | Silverbolt y Superion                                     |
| Keiichi Nanba       | Blaster                                                   |
| Banjō Ginga         | Ultra Magnus                                              |
| Seizō Katō]]        | Megatron y Devastator                                     |
| Hirotaka Suzuoki    | Starscream                                                |
| Yū Shimaka          | Bruticus, Onslaught y Thundercracker                      |
| Kōji Totani         | Motormaster y Menasor                                     |
| Yoku Shioya         | Bumblebee y Fireflight                                    |
| Takurō Kitagawa     | Skydive, Warpath, Mixmaster y Scavenger                   |
| Masashi Ebara       | Teletraan 1 y Skywarp                                     |
| Shō Hayami          | Blast Off, Bonecrusher, Ironhide, Tracks y Spike Witwicky |
| Ken Shiroyama       | Ratbat                                                    |
| Toshio Ishii        | Jazz y Long Haul                                          |
| Issei Masamune      | el narrador y Soundwave                                   |

## Curiosidades
- Scramble City es parte de la continuidad japonesa, pero no la estadounidense. Scramble City Toys tampoco forma parte de él, y es simplemente un anuncio de juguete.
- Para Scramble City, los primeros siete minutos del episodio consisten en secuencias de animación recicladas de los episodios de G1 "More than Meets the Eye" (el piloto de la serie de tres partes) y el undécimo episodio de la temporada 2 "The Master Builders" además de un Apertura de la temporada 2 remezclada con títulos y música japoneses. Sigue un logotipo de "Scramble City", con los próximos quince minutos que consisten en una nueva animación nunca antes vista (para el público estadounidense). La secuencia posterior al final consiste en más imágenes de archivo tomadas de los episodios mencionados anteriormente con música y títulos japoneses.
- "Scramble City" se incluye como una característica especial en el DVD de 2 discos de la edición especial del 20 ° aniversario de "Transformers: The Movie", aunque debido a problemas de derechos con la totalidad de la banda sonora, solo se proporcionó un comentario de los fanáticos (y sin subtítulos) sin Audio original japonés completo.
- En 2007, "Scramble City" se lanzó con audio original japonés completo y subtítulos (con comentarios opcionales de los fanáticos) en la versión de la película "Ultimate Edition" de la región 2. Sin embargo, la fuente de video para el episodio fue tomada de una copia extraoficial subtitulada, con subtítulos mal escritos y un recorte alrededor de la imagen. Además, una conversión deficiente de los estándares de NTSC a PAL resultó en un tinte verde en la imagen, haciendo que se vea peor que las copias sin licencia en distribución.